# Aldan (Fluss)
Der 2.273 km lange Aldan (jakutisch und russisch Алдан, jakutisch für „goldhaltig“) ist ein rechter Nebenfluss der Lena in der russischen Republik Sacha (Jakutien).
Er entspringt im Stanowoigebirge in Russland westlich der Stadt Nerjungri. Von dort aus fließt er durch das Aldanhochland in nordöstlicher Richtung und kommt dabei in ein stets breiter werdendes Tal, um sich allmählich in Richtung Osten zu wenden. Rund 150 km nördlich von Jakutsk mündet er in den Mittellauf der Lena.
Sein Einzugsgebiet umfasst 729.000 km².
Die größten Zuflüsse des auf rund 1600 km Länge schiffbaren Aldan sind flussabwärts betrachtet:
- Timpton
- Utschur
  - Gonam
- Maja
  - Judoma
- Allach-Jun
- Tyry
- Amga
- Tompo